# Real Jardín Botánico de Madrid

Real Jardín Bótanico de Madrid.

Der Real Jardín Botánico de Madrid (deutsch Königlicher Botanischer Garten von Madrid) wurde 1755 durch König Ferdinand VI. in Soto de Migas Calientes am Stadtrand von Madrid gegründet. König Karl III. ordnete 1781 an, den Garten an den heutigen Standort am Paseo del Prado, neben das im Bau befindliche Naturkundliche Museum (heute Museo del Prado) zu verlegen.

Der Botanische Garten ist durch drei stufenförmig aufeinanderfolgende Terrassen gegliedert. Er beherbergt Pflanzen aus Europa, Amerika und dem Pazifischen Raum. Der Real Jardín Botánico de Madrid ist heute eine Forschungseinrichtung des Consejo Superior de Investigaciones Científicas. Im Garten sind etwa 5000 verschiedene Arten von Bäumen und Pflanzen aus aller Welt zu sehen. 

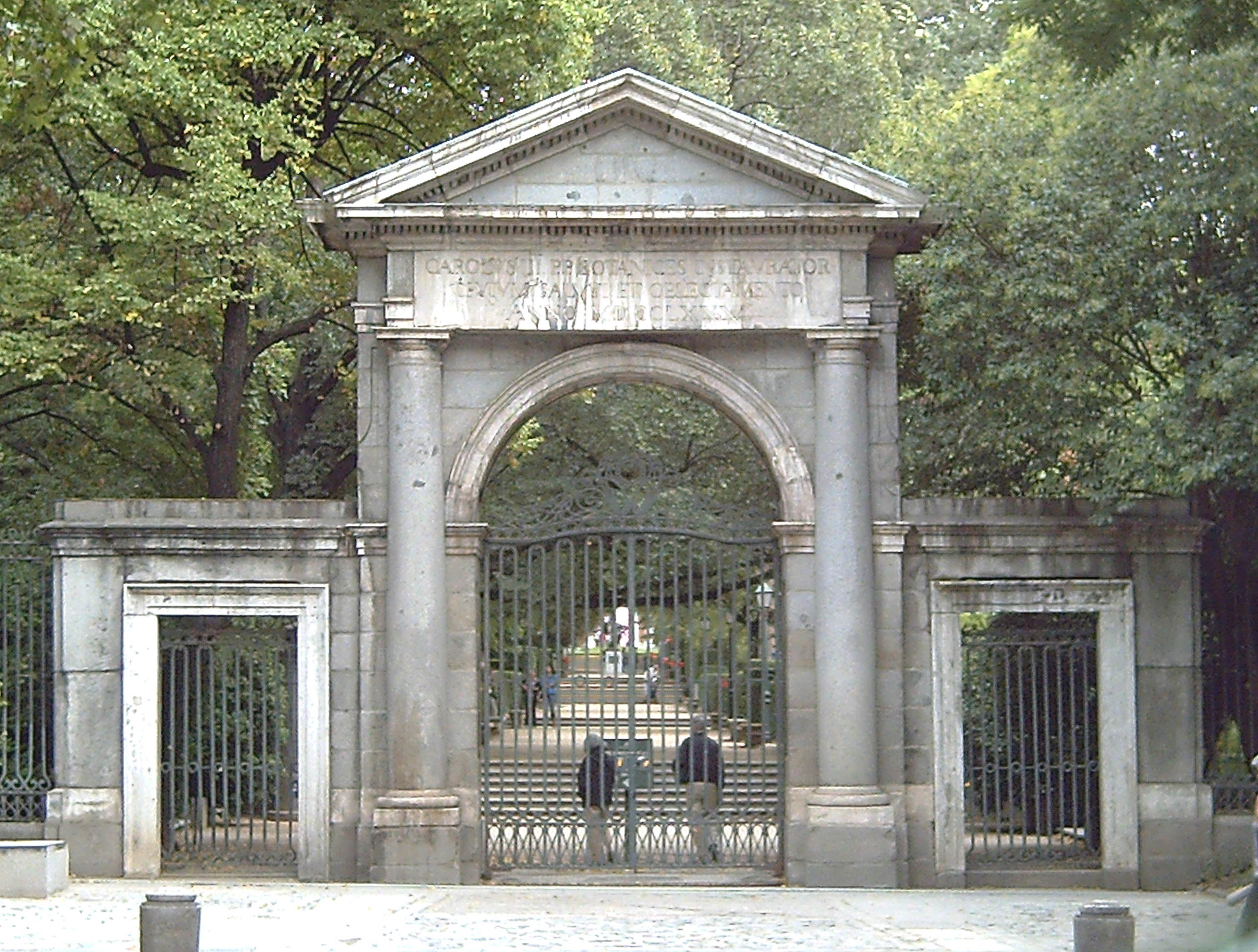
„Puerta Real“ des Real Jardín Botánico de Madrid, erbaut von Francesco Sabatini (1781)

## Geschichte

### Vorläufer

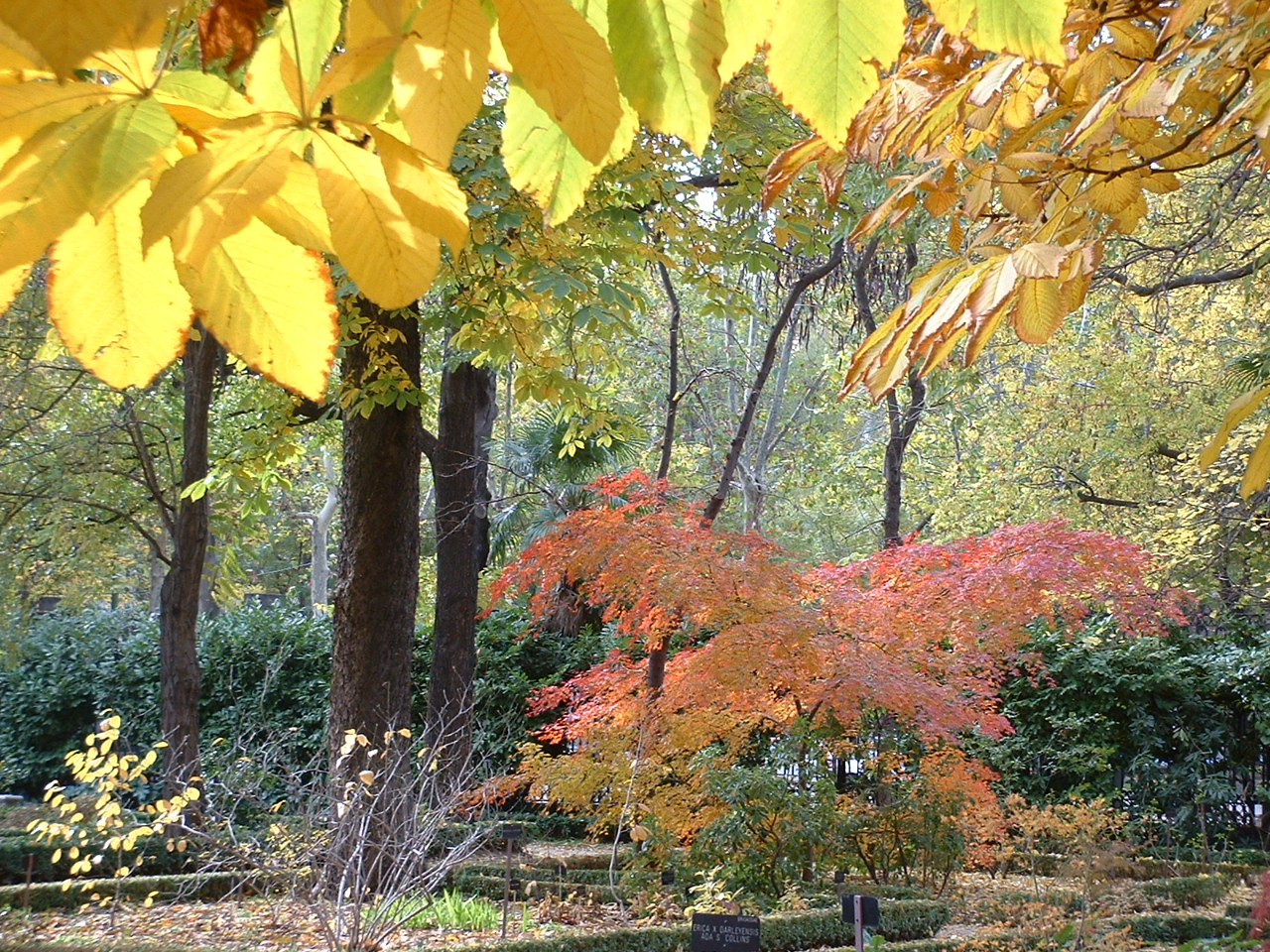
Herbst im Real Jardín Botánico de Madrid

König Philipp II. ließ auf Gesuch des Arztes Andrés Laguna einen Botanischen Garten neben dem Königlichen Palast von Aranjuez anlegen. Im Jahre 1755 ließ Ferdinand VI. einen Real Jardín Botánico in Madrid anlegen, der sich in der Huerta de Migas Calientes (heute Puerta de Hierro) am Ufer des Río Manzanares befand. Er zählte bereits mehr als 2000 Pflanzen, die der Botaniker und Chirurg José Quer auf zahlreichen Reisen durch die Iberische Halbinsel und Europa gesammelt oder durch Tausch von anderen botanischen Gärten in Europa erworben hatte. Das kontinuierliche Wachstum des Gartens führte dazu, dass Karl III. 1774 anordnete, den Garten an seinen heutigen Standort am Paseo del Prado zu verlegen. Dies geschah im Rahmen des Programms zur Erneuerung von Salón del Prado und Atocha. 

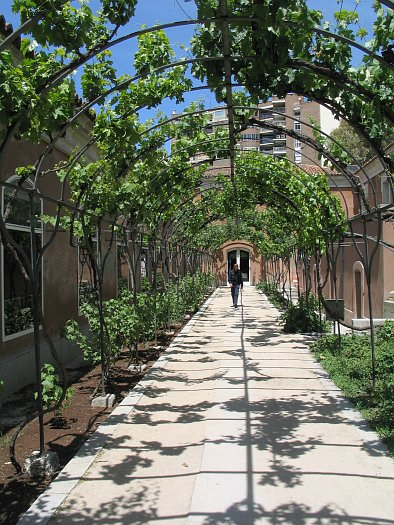
Real Jardín Botánico

José Moñino y Redondo, Premierminister Karls III., engagierte sich sehr für die Verlegung des Botanischen Gartens an den prado viejo von Atocha. Er sollte nicht nur den Salón del Prado verschönern, sondern als Symbol des Mäzenatentums der Krone für Wissenschaft und Kunst dienen. Damals befanden sich in der Nähe auch das Naturgeschichtliche Kabinett (das spätere Museo del Prado) und die Sternwarte.
Bei der Anlage des Botanischen Gartens am Prado war unter anderen Professor Casimiro Gómez Ortega beteiligt.

### Anfangsjahre

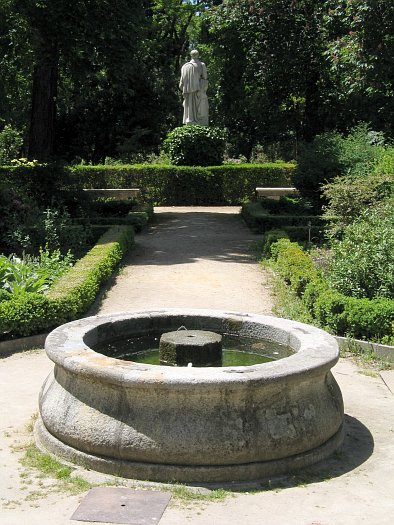
Runder Brunnen

Die Anlage des neuen Botanischen Gartens wurde dem Assessor und Wissenschaftler Casimiro Gómez Ortega sowie dem Architekten Francesco Sabatini übertragen, die zwischen 1774 und der Einweihung 1781 den ursprünglichen Plan umsetzten, der eine Gliederung in drei Stufen vorsah. Ein Teil der Umfriedung wurde fertiggestellt, darunter die Puerta Real. Die zweite Bauphase von 1774 bis 1781 leitete der Architekt Juan de Villanueva, wobei er die Funktion des Gartens für Wissenschaft und Lehre in den Vordergrund stellte. Der Garten war 10 Hektar groß, das ansteigende Gelände wurde in drei Terrassen gegliedert, die ihrerseits wiederum in quadratische Abschnitte geteilt waren. Die oberste Terrasse (Terraza del Plano de la Flor) wurde im 19. Jahrhundert umgestaltet. Das Gelände war mit einem eleganten Eisengitter umzäunt, das in Tolosa (Baskenland) gefertigt worden war. Das Gitter saß auf einem Granitsockel. Als Eingänge dienten die von Sabatini gebaute Puerta Real im klassischen Stil mit dorischen Säulen und Giebel sowie der von Villanueva errichtete Eingang gegenüber dem Museo del Prado.
Zum Garten gehörten auch Treibhäuser, Saatbeete und Wirtschaftsgebäude. Im östlichen Teil wurde ein Gewächshaus, der Pabellón Villanueva errichtet. Das Bauwerk des königlichen Architekten genügte aber eher ästhetischen als praktischen Ansprüchen, daher brachte man dort Anfang des 19. Jahrhunderts die Bibliothek, das Herbarium und Hörsäle unter.
Der Königliche Botanische Garten erhielt umfangreiches Material, welches die von der Krone ausgesandten wissenschaftlichen Expeditionen gesammelt hatten. Im 18. und 19. Jahrhundert beteiligte sich der Garten an mindestens fünf Expeditionen: der Botanischen Expedition nach Neugranada (heute Kolumbien) unter Leitung von José Celestino Mutis, der Botanischen Expedition in das Vizekönigreich Peru mit Hipólito Ruiz Lopez und José Antonio Pavón, der Botanischen Expedition nach Neuspanien (heute Mexiko und USA) von Martín Sessé y Lacasta und José Mariano Mociño, der Weltumsegelung Alessandro Malaspinas, an der die Botaniker Antonio Pineda, Luis Née und Thaddäus Haenke teilnahmen sowie an der Comisión Científica del Pacífico mit dem Botaniker Juan Isern. Der Garten erhielt zu dieser Zeit Zeichnungen, Samen, Früchte, Holzproben, lebende Pflanzen und vor allem Herbarbögen, die das Herbarium und die Bibliothek anwachsen ließen.

### 19. Jahrhundert

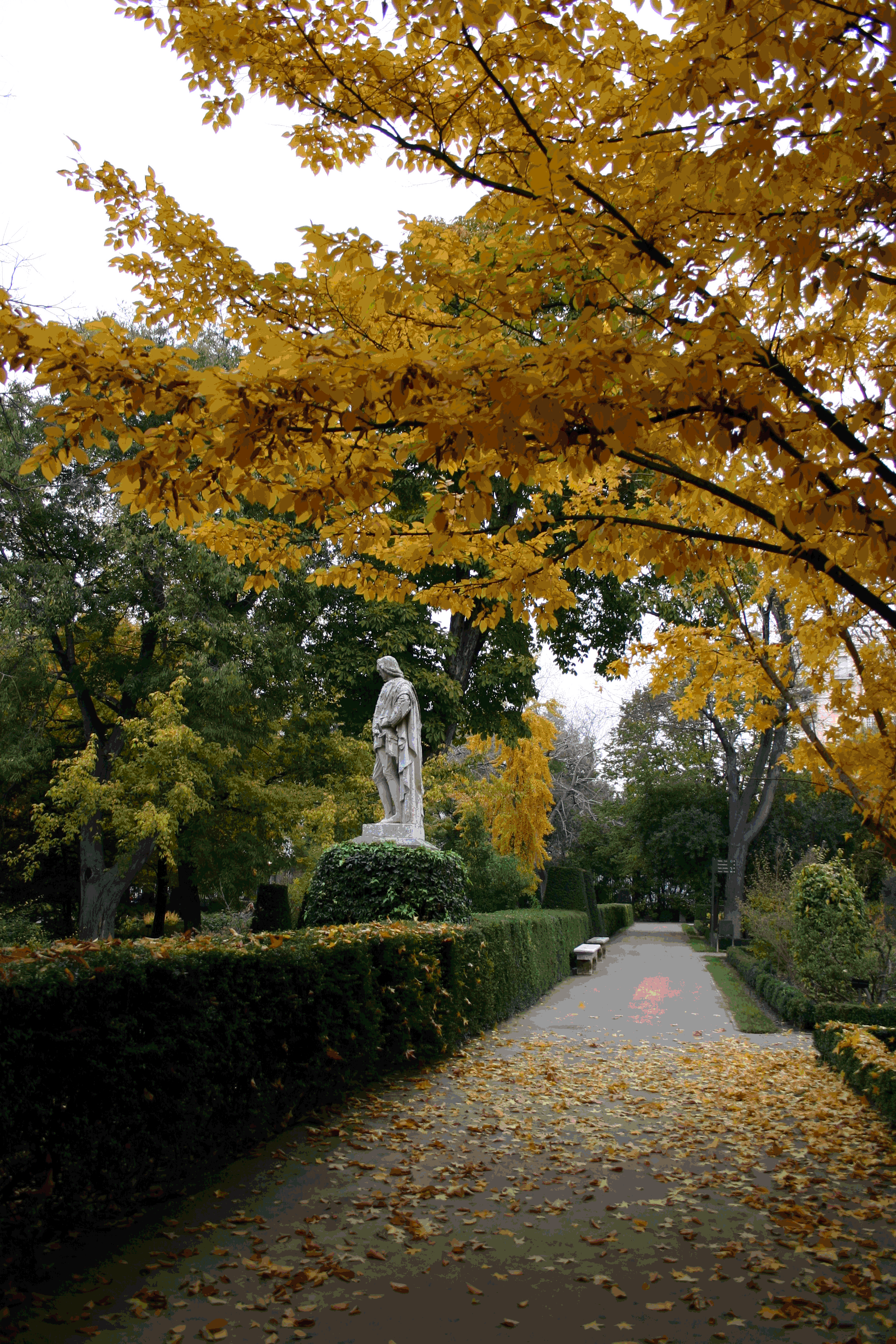
Paseo de las Estatuas

Zu Beginn des 19. Jahrhunderts war der Königliche Botanische Garten von Madrid zu einem der wichtigsten Einrichtungen seiner Art in Europa geworden. Dies verdankte er insbesondere seinen wissenschaftlichen Sammlungen und der Arbeit seines Direktors Antonio José Cavanilles. Cavanilles erneuerte den Garten, das Herbarium und die Anzuchtbeete und verschaffte dem Garten internationale Bedeutung. Im Frühjahr und Sommer war der Garten ein Treffpunkt der feinen Madrider Gesellschaft. Heilpflanzen wurden kostenlos abgegeben. Dennoch brachten die Napoleonischen Kriege Jahre der Vernachlässigung mit sich. Auch während des ersten Drittels des 19. Jahrhunderts hielt der Niedergang des Gartens trotz der Anstrengungen des damaligen Direktors Mariano Lagasca an.
Unter der Leitung des Zoologen Mariano de la Paz Graells, der auch Direktor des Naturgeschichtlichen Museums war, wurden wichtige Reformen umgesetzt. Dazu gehörten der Bau eines Kalthauses, das noch heute Graells Namen trägt, und die Neuanlage der obersten Terrasse. Während dieser Jahre wurde auch ein Zoologischer Garten angelegt, der zwölf Jahre später in den Parque del Buen Retiro verlegt wurde.
Trotzdem verlor der Garten in den 1880er Jahren an Fläche. So wurden 1882 zwei Hektar abgetrennt, um das Gebäude zu errichten, in dem sich heute das Landwirtschaftsministerium befindet. Für den Bau einer Straße an der Südseite des Botanischen Gartens mussten 1893 weitere Flächen geopfert werden. Dadurch wurde er auf die heutige Größe von acht Hektar verkleinert. Im Jahre 1886 richtete ein Wirbelsturm verheerende Schäden im Botanischen Garten an, 564 wertvolle Bäume mussten gefällt werden.

### 20. Jahrhundert
Der Real Jardín Botánico wurde 1939 dem Consejo Superior de Investigaciones Científicas zugeordnet. Zum Jardín Artístico erklärte man ihn 1942. Es folgten Jahrzehnte des Mangels und Niedergangs, bis er 1974 für Restaurierungsarbeiten geschlossen wurde. Sie hatten die Wiederherstellung des Originalzustands zum Ziel. Die Arbeiten wurden zwischen 1980 und 1981 durchgeführt. Der Architekt Antonio Fernández Alba leitete die Umgestaltung des Pabellón Villanueva, der Architekt Guillermo Sánchez Gil und der Gartenarchitekt Leandro Silva waren für die Annäherung an den ursprünglichen Entwurf des Gartens verantwortlich.

### 21. Jahrhundert
Im Februar 2005 wurde die Ausstellungsfläche des Botanischen Gartens um einen Hektar erweitert.
Gemeinsam mit dem Retiro-Park, der am Park vorbeiführenden Prachtstraße Paseo del Prado und dem Stadtviertel Jerónimos bildet der Real Jardín Botánico de Madrid ein zusammenhängendes Ensemble, das im Juli 2021 unter der Bezeichnung Paseo del Prado und Buen Retiro, Landschaft der Künste und der Wissenschaften von der UNESCO in die Liste der Welterbestätten aufgenommen wurde.

## Garten

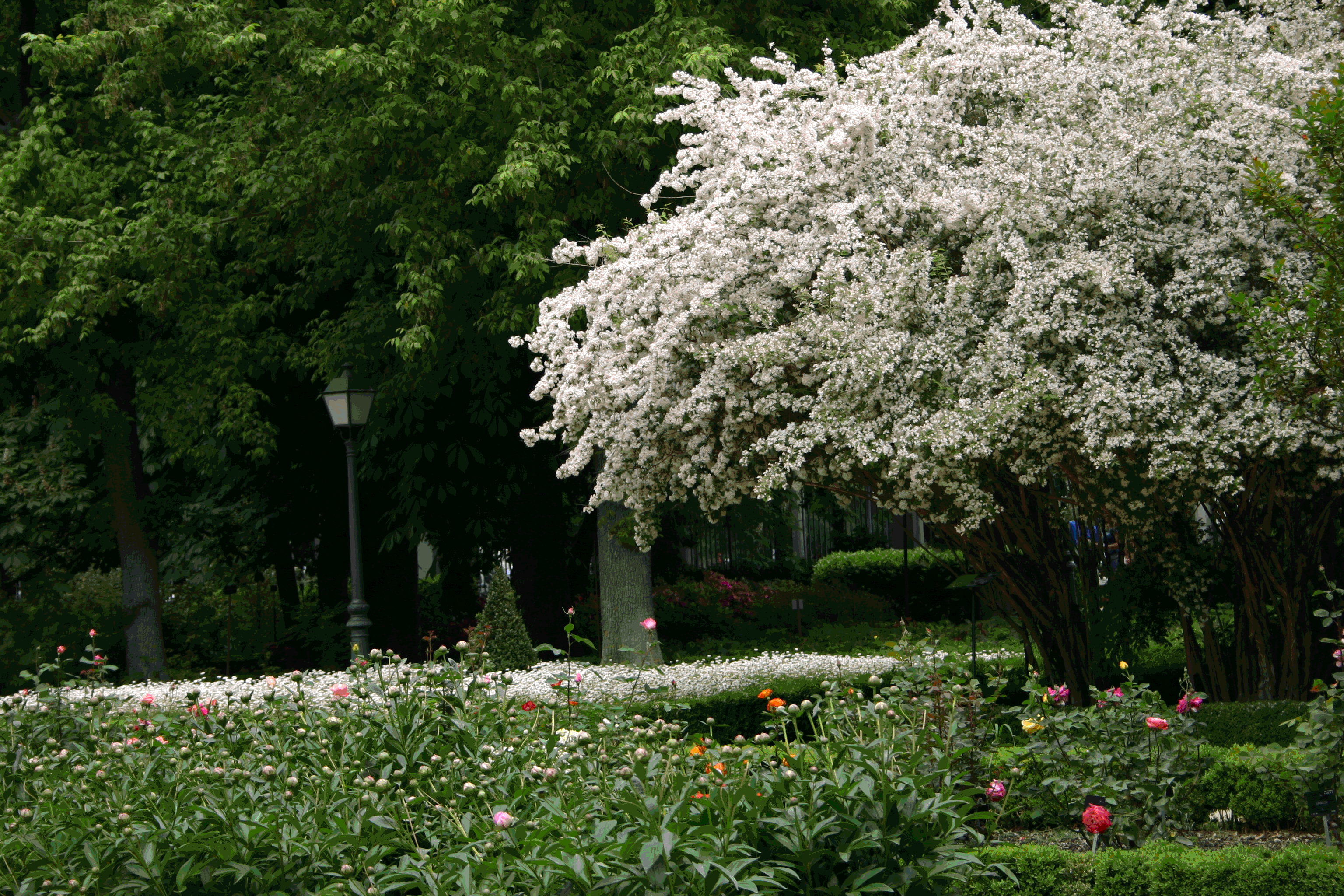
Terraza de los cuadros

Der für die Öffentlichkeit zugängliche Teil des Gartens ist in drei Terrassen gegliedert, die die Höhenunterschiede des Geländes ausnutzen.

### Terraza de los Cuadros
Die unterste ist gleichzeitig die breiteste der drei Terrassen. Dort befinden sich die Sammlungen der Zier-, Heil- und Aromapflanzen, Gemüse, Obstbäume sowie der Alten Rosen. Die quadratischen Beete sind mit Buchsbaum-Hecken eingefasst, in ihrer Mitte befindet sich jeweils ein kleiner Brunnen. Am Ende des Hauptweges durch diese Terrasse liegt der Steingarten.

### Terraza de las Escuelas Botánicas
Die zweite Terrasse ist ein wenig kleiner als die erste. Hier wird versucht, die Pflanzen nach ihrer Stellung im taxonomischen System zu präsentieren. Die Pflanzen sind nach Familien geordnet, die sich um zwölf Brunnen gruppieren.

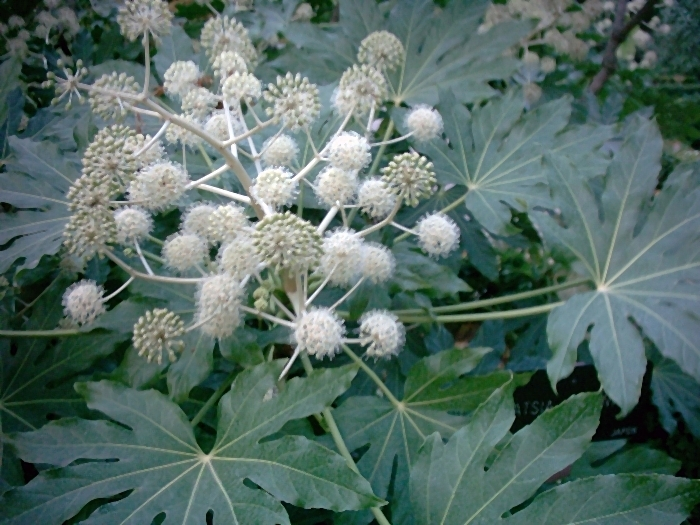
Fatsia japonica von der Terraza de las Escuelas Botánicas

### Terraza del Plano de la Flor
Die oberste Terrasse ist etwas kleiner als die vorgehenden und zeichnet sich durch einen romantischen Stil aus. Sie besteht aus 25 Figuren oder Beeten mit geschwungenen Formen. Die Terraza del Plano de la Flor ist durch Hecken und vier Rondelle gegliedert. In der Mitte befindet sich ein Teich und eine Büste Carl von Linnés. Der 1781 als Gewächshaus erbaute Pabellón Villanueva wird heute für Ausstellungen genutzt. Die Terrasse wird von einer schmiedeeisernen Weinlaube aus dem Jahre 1786 eingefasst, an der sich Weinstöcke verschiedener Rebsorten hochranken.
Am Nordrand dieser Terrasse steht der Invernadero Graells, ein Gewächshaus aus dem 19. Jahrhundert. Darin sind tropische Pflanzen, Wasserpflanzen und Moose untergebracht. Direkt daneben steht ein größeres modernes Ausstellungs-Gewächshaus mit einem tropischen, einem gemäßigten und einem Wüstenbereich.

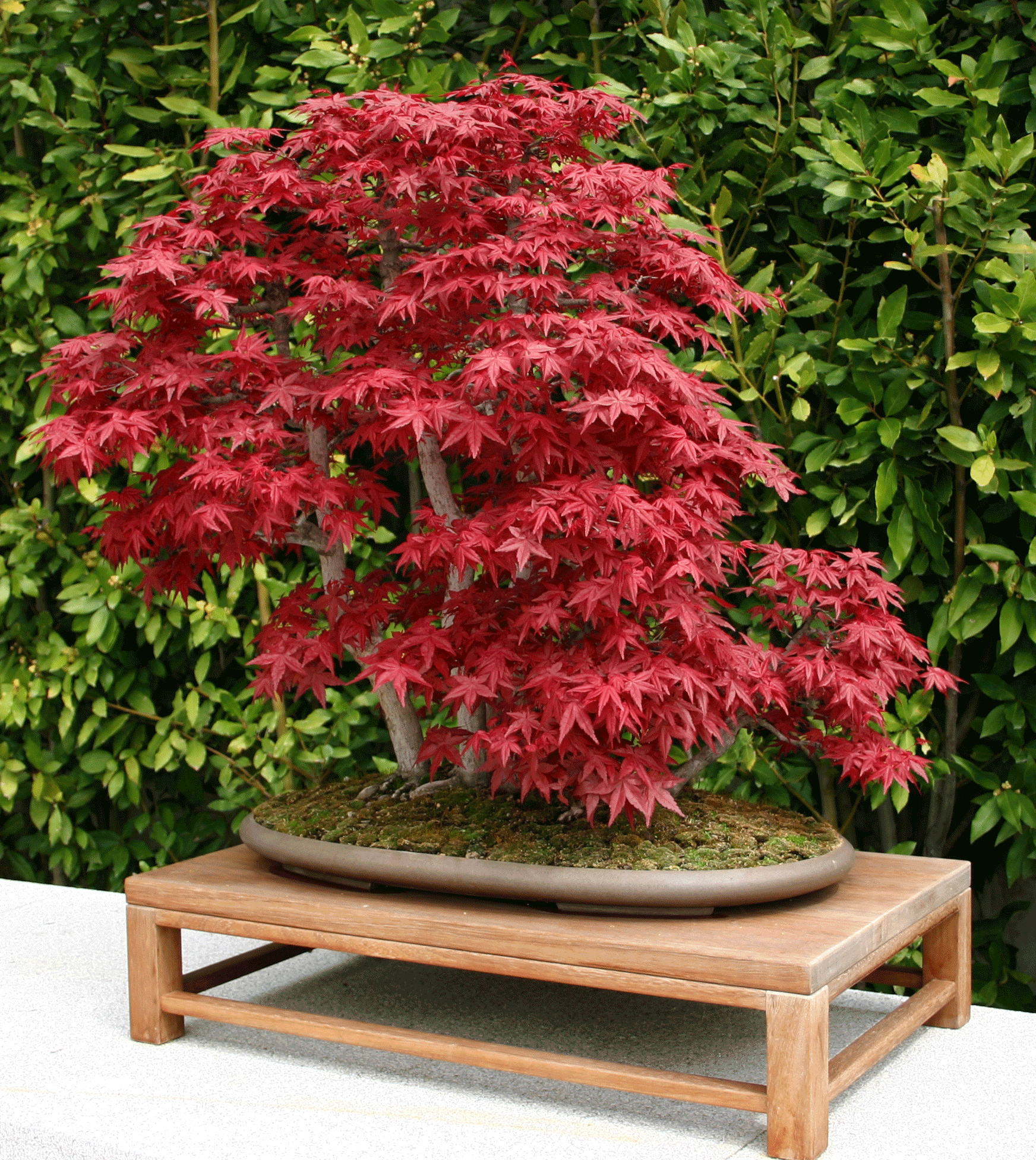
Als Bonsai gezogener Ahorn aus der Sammlung des ehemaligen Ministerpräsidenten Felipe González

### Terraza alta oder Terraza de los Laureles
Die „Obere Terrasse“ oder „Lorbeer-Terrasse“ wurde 2005 bei der Erweiterung des Botanischen Gartens nach einem Entwurf des Landschaftsarchitekten Fernando Caruncho angelegt. Sie ist sehr viel kleiner als die anderen Terrassen und liegt hinter dem Pabellón Villanueva. Sie soll Platz für Spezialsammlungen bieten, so findet sich hier die vom ehemaligen spanischen Ministerpräsidenten Felipe González gestiftete Bonsai-Sammlung.

## Sammlungen
Das Herbarium des Botanischen Gartens Madrid ist das bedeutendste Herbarium Spaniens. Sein internationaler Identifikations-Code ist MA. Es umfasst etwa eine Million Herbarbögen, von denen einige aus dem 18. Jahrhundert stammen. Das Herbarium ist in je eine Abteilung für Blütenpflanzen und Kryptogamen sowie die Historischen Sammlungen gegliedert. Die letzteren enthalten die auf den wissenschaftlichen Expeditionen im 18. und 19. Jahrhundert gesammelten Pflanzen.
Die Bibliothek des Real Jardín Botánico geht auf die Gründungszeit des Gartens zurück. Sie enthielt 1781 noch 151 Bände, von denen sich 83 mit Botanik befassten, 19 mit Naturgeschichte und 49 mit Chemie. Bereits 1787 waren es fast tausend Bücher, 1801 etwa 1500. Die Bibliothek umfasst heute 30.000 Bücher, 2075 Zeitschriftentitel, 26.000 Broschüren, 3000 Titel auf Microfiche und 2500 Karten. 
Im Archiv werden seit 1775 die den Garten betreffenden Dokumente, beispielsweise über neuerworbene Pflanzen, gesammelt. Der erste Katalog „Índice de los Manuscritos, Dibujos y Láminas del Real Jardín botánico“ stammt aus dem Jahr 1815 und wurde von Simón de Rojas Clemente angefertigt. 

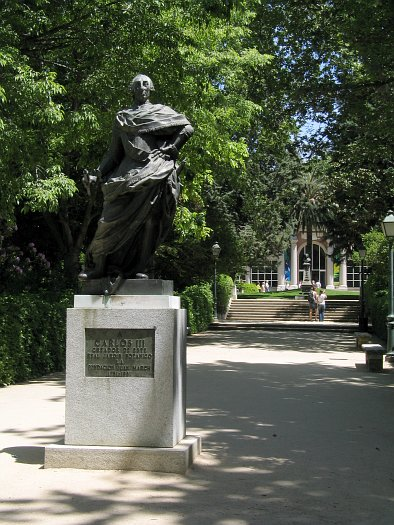
Statue von Karl III. im Garten

Seit seiner Gründung beteiligt sich der Königliche Botanische Garten Madrid am Austausch von Samen mit anderen Einrichtungen in aller Welt. Eine Liste der Samen, die abgegeben werden können, wird unter dem Titel „Index Seminum“ jedes Jahr an etwa 500 Botanische Gärten und Forschungseinrichtungen verteilt. Seit 1987 steht eine Kühlkammer für die Aufbewahrung der Samen in einer Saatgutbibliothek zur Verfügung. Dadurch bleibt die Keimfähigkeit so lange erhalten, dass man sich entschloss, in ganz Spanien Sammelkampagnen für Samen durchzuführen und dort einzulagern.

## Einrichtungen
Das „Departamento de la Biodiversidad y Conservación“ (Abteilung für Biodiversität und Naturschutz) befasst sich mit allen Aspekten der pflanzlichen Biodiversität, insbesondere mit den Gefäßpflanzen des Mittelmeerraums, der Tropen und Subtropen. 
Am „Departamento de Micología“ (Abteilung für Mykologie) werden Taxonomie, Verbreitung und Ökologie der Pilze untersucht und Maßnahmen zu ihrem Schutz entwickelt. 
Beim Königlichen Botanischen Garten Madrid ist die spanische Niederlassung der Global Biodiversity Information Facility angesiedelt.

## Regelmäßige Publikationen
Der Königliche Botanische Garten gibt die Fachzeitschrift Anales del Jardín Botánico de Madrid heraus, die Artikel zur Taxonomie und Systematik von Pflanzen und Pilzen enthält. Sie befasst sich auch mit verwandten Themenbereichen wie Biogeografie, Bioinformatik, Naturschutz und anderen. Die Zeitschrift enthält Informationen zu neuentdeckten Arten, die in die Datenbanken W3TROPICOS, International Plant Names Index oder Index Fungorum aufgenommen werden sollen.
Bei der Publikation Flora Iberica handelt es sich um eine taxonomische Untersuchung der Gefäßpflanzen, die auf der Iberischen Halbinsel und den Balearen wild wachsen. Mit der Arbeit an diesem Projekt wurde 1980 begonnen, bis 2018 sind 20 der geplanten 21 Bände erschienen.
Der Botanische Garten Madrid gibt auch die Flora Mycologica Iberica und die Cuadernos de Trabajo de Flora Micológica Ibérica heraus. in der Reihe Ruizía sind verschiedene Monografien erschienen.